# Hypoptychus dybowskii
Hypoptychus dybowskii är en fiskart som beskrevs av Steindachner, 1880. Hypoptychus dybowskii ingår i släktet Hypoptychus och familjen Hypoptychidae. Inga underarter finns listade i Catalogue of Life.